# Christoph Peck
Christoph Peck (* 1948 in Schmallenberg-Oberkirchen; † 4. Juli 2011 in Köln) war ein Journalist und Redakteur.

## Leben
Peck wurde im sauerländischen Oberkirchen geboren. Anschließend lebte er in Essen und studierte danach in Köln Germanistik und Philosophie. Nach dem Studium arbeitete er ab 1970 beim WDR-Fernsehen. Darauf war Peck bei der NRZ, der Kölnischen Rundschau und dem Kölner Stadt-Anzeiger tätig. 1982 wechselte er zur Spiegel-Redaktion. Sieben Jahre später wurde er stellvertretender Chefredakteur beim Esquire in München und 1991 geschäftsführender Redakteur bei der Zeitschrift Capital. Im Jahr 1996 machte sich Peck selbständig. Anfang 2003 übernahm Peck den Posten des Chefredakteurs bei der Zeitschrift Wirtschaftsjournalist. Zwischenzeitlich erhielt er auch Lehraufträge. Von 1998 bis 2003 war er Leiter der Bonner Journalisten-Akademie. Danach erhielt er von 1994 bis 1996 ein Lehrauftrag an der Universität Münster und ab 2007 einen Lehrauftrag Universität Mainz. Zudem war er Dozent am FAZ-Institut. Peck hat an mehreren Buchveröffentlichungen mitgewirkt. Er war verheiratet und hatte drei Kinder. Nach längerer Krankheit verstarb er im Alter von 63 Jahren in Köln.

## Werke (Auswahl)
- Christoph Peck: China. Ceres, 1993
- Christoph Peck (Hrsg.), Michael Thiess (Hrsg.): Investors-Guide China, Joint-Ventures im größten Markt der Welt. Schäffer-Poeschel Verlag, 1997, ISBN 3-7910-1021-2.
- Christoph Peck (Hrsg.): Ruhrkraft – Eine Region auf dem Weg zur Weltspitze. Hoffmann und Campe, 2008, ISBN 3-455-50095-1.